# Institut des neurosciences de Bordeaux
 (juillet 2011).
Si vous disposez d'ouvrages ou d'articles de référence ou si vous connaissez des sites web de qualité traitant du thème abordé ici, merci de compléter l'article en donnant les références utiles à sa vérifiabilité et en les liant à la section « Notes et références ».
L'Institut des neurosciences de Bordeaux (INB) est un institut thématique dont l’activité couvre de nombreux champs de la recherche en neurosciences expérimentales et cliniques (création en 2003). Précédemment en Novembre 1994, Michel Le Moal crée le 1er Institut Fédératif de Recherche neurosciences (IFR: Institut Fédératif de recherche) en neurosciences cliniques et expérimentales en France.  Depuis 2017 l'Institut est devenu "Bordeaux Neurocampus" et regroupe toute la recherche neuroscience d'Aquitaine.
L'institut n’est pas limité dans les niveaux d’analyse (in vitro, ex vivo, in vivo), la palette des modèles animaux (invertébrés, rongeurs, primates) et la diversité des approches technologiques.
En s'appuyant sur les champs thématiques forts et en s'attachant à les enrichir, l'INB a retenu, les axes stratégiques suivant :
- la synapse ;
- la motricité normale et pathologique ;
- les fonctions cognitives normales et pathologiques ;
- la vulnérabilité et la toxicomanies ;
- la neuroinflammation ;
- la douleur ;
- la neurobiologie du développement.

Ces axes stratégiques ont pour objectif de favoriser les interactions scientifiques et technologiques entre équipes, par l’organisation de journées scientifiques et de réunions informelles.
Ces grandes thématiques expriment la volonté de l’INB de maintenir et de renforcer, aux côtés d’une recherche fondamentale très active, la démarche qui lie le normal et le pathologique. Le savoir-faire de plusieurs équipes, associant chercheurs et cliniciens, dans le domaine des grandes maladies neurodégénératives et démyélinisantes se voit prolonger par un effort scientifique particulier sur les bases neurobiologiques et cognitives de maladies mentales.
Cet institut regroupe 11 formations comportant 44 équipes de recherche (CNRS, INSERM, INRA, université), la Fédération des neurosciences cliniques, des plates-formes technologiques, des plateaux techniques et 4 animaleries.
L’Institut des neurosciences de Bordeaux, ce sont 500 personnes, 200 chercheurs, enseignants-chercheurs et médecins, 150 ingénieurs, techniciens et administratifs, 150 doctorants et post-doctorants sur les sites universitaires de Bordeaux, Talence et Pessac.